# Fédération photographique de France
Pour les articles homonymes, voir FPF.
La FPF (Fédération Photographique de France) est une fédération regroupant 517 clubs photos et individuels en France regroupant 8 800 photographes amateur(e)s.
Elle est agréée par le Ministère de la Jeunesse, des Sports et de la Vie associative.

## Historique
Le 16 mai 1892, création de l'Union Nationale des Sociétés Photographiques de France présidée par le savant Jules Janssen. Son siège est au no 16 rue des Petits-Champs puis au no 51 rue de Clichy à Paris.
En 1947, elle devient Fédération des Sociétés Photographiques de France, présidée par Roland Bourigeaud.
En 1949, elle est renommée Fédération Nationale des Sociétés Photographiques de France. Son siège s'installe au no 9 rue Faraday à Paris en 1957.
En 1958, elle adhère à la Fédération internationale de l'art photographique (FIAP).
En 1989, elle change une dernière fois de nom pour s'appeler Fédération photographique de France. 
En 1996, son siège est transféré au no 5 rue Jules-Vallès dans le 11e arrondissement de Paris.

## Actions
Ses buts sont le développement et la promotion des Arts et des Sciences de la photographie.
- Organisation de concours.
- Organisation d'un congrès annuel (jusqu'en 2019).
- Mise à disposition de modules de formation et de collections de photographies pour l'animation des clubs.
- Édite la revue France Photographie et La Lettre de la fédé[3].
- Édite depuis 2007 le livre Florilège FPF rassemblant les meilleures images des compétitions fédérales de l'année.

## Distinctions fédérales
La Fédération peut attribuer des distinctions à ses membres :
- AFPF : Artiste de la Fédération Photographique de France ;
- EFPF : Excellence de la Fédération Photographique de France ;
- MFPF : Maître de la Fédération Photographique de France.

## Structure
La Fédération est constituée en son sein d'organismes régionaux nommés « Union régionale » auxquels elle peut confier l’exécution d’une partie de ses missions. Ces organismes sont constitués sous la forme d’associations déclarées dont les statuts doivent être compatibles avec ceux de la FPF.

## Présidents
- 1892 : Jules Janssen
- 1908 : Gabriel Lippmann
- 1921 : Étienne Wallon
- 1925 : Claude de Santeul
- 1947 : Roland Bourigeaud
- 1975 : Jean-Gérard Seckler
- 1990 : Jacky Martin
- 2000 : Jean-Jacques Dejeunes
- 2007 : Jacques Périer
- 2013 : Xavier Dischert
- 2016 : Gilbert Coutelet
- 2019 : Jean Saleilles